# ISBN Edizioni
ISBN Edizioni è stata una casa editrice italiana con sede a Milano, fondata nel 2004 da Luca Formenton, Massimo Coppola e Giacomo Papi. Dal 2004 al 2008 è stata un marchio della storica casa editrice milanese Il Saggiatore. All'inizio del 2009 ISBN diventò una casa editrice indipendente, diretta da Massimo Coppola.
Pubblicava circa 30 titoli ogni anno tra narrativa, saggistica, varia, Reprints, Special Books e una collana dedicata al Novecento italiano. Nell'ottobre 2012 lanciò una nuova collana dall'originale stile grafico, i VINILI, in cui ogni copia di uno stesso titolo aveva una grafica di copertina diversa dalle altre.

## La storia
Sin dalla prima pubblicazione, nel dicembre 2004 (Accusare, di Giacomo Papi) la casa editrice si è caratterizzata per la grafica originale e alternativa: caratteristica principale della maggior parte dei libri, infatti, è il colore completamente bianco della copertina, la costa colorata (di rosso, giallo o blu) con la presenza, in bella vista, del codice a barre, di volta in volta modificato o adattato a seconda delle tematiche dei volumi.
Nel 2010 Isbn Edizioni ha iniziato a ristampare i bestseller della casa editrice, nella collana Reprints, e ha lanciato una nuova collana di narrativa straniera – gli Special Books – dal formato più piccolo, tascabile e con il testo a rilievo sulla copertina, che nel 2011 ha vinto il primo premio agli European Design Awards nella categoria "copertine".
Nel maggio 2015 iniziano a circolare notizie circa lo stato di insolvenza della casa editrice. Nel giugno dello stesso anno Massimo Coppola ha pubblicato sul sito ufficiale di Isbn una lunga lettera aperta in cui ha rivelato la grave crisi finanziaria che ha colpito la sua società. Come spiegato da Coppola nella lettera, Isbn ha sospeso ogni pubblicazione di nuovi titoli, di fatto sospendendo l'attività editoriale.
La società è dichiarata fallita nel 2015.

## Gli autori stranieri
Tra i suoi autori e titoli più rappresentativi, sono da ricordare la raccolta di racconti Trilobiti di Breece D'J Pancake, I Simpson e la filosofia, South Park e la filosofia, Ajax, la squadra del ghetto e Calcio e Potere, di Simon Kuper, Post-Punk 1978-1984 e Hip-hop-rock 1985-2008 di Simon Reynolds, Generazione A e Dio odia il Giappone di Douglas Coupland, Callisto di Torsten Krol), Boy A di Jonathan Trigell, Déjà-vu e Uomini nello spazio di Tom McCarthy, Io sono Febbraio di Shane Jones, L'ultimo lupo mannaro di Glen Duncan, L'Atlante illustrato del calcio '80 e L'Atlante illustrato del calcio '70, i libri di filosofia illustrata per ragazzi di Oscar Brenifier e Jacques Després, Mama Tandoori di Ernest van der Kwast.

## Gli italiani
Tra gli italiani, da ricordare Il mondo deve sapere di Michela Murgia, Uomini e cani, Ferro e fuoco e La legge di Fonzi di Omar Di Monopoli, L'alieno Mourinho di Sandro Modeo, Il nemico e La luce prima di Emanuele Tonon, il romanzo in versi Perciò veniamo bene nelle fotografie di Francesco Targhetta, Non piangere coglione di Amedeo Romeo, Liberaci dagli sbirri di Gabriele Reggi, Sentimenti sovversivi di Roberto Ferrucci, La fine dell'amore di Ilaria Bernardini, L'insolita rumba di Biagio Autieri, Italian Fiction di Michele Vaccari, Altri giorni, altri alberi di Paolo Caredda.

## Il catalogo
In catalogo, troviamo anche cinque romanzi di Richard Brautigan, tra cui il capolavoro Pesca alla Trota in America, due antimeridiani su Luciano Bianciardi (in cui sono raccolti tutti i romanzi, i diari, i saggi e una selezione degli articoli giornalistici di Bianciardi), il primo antimeridiano su Oreste Del Buono.
Particolarmente apprezzate sono anche alcune pubblicazioni che comprendono libro+DVD (Bianciardi!, di Massimo Coppola, The Filth and the fury, di Julien Temple, Heavy Metal in Baghdad), pubblicato in collaborazione con la rivista Vice, tre raccolte di interventi, racconti e interviste del The Believer (la rivista fondata da Dave Eggers), i libri illustrati di Oscar Brenifier e Jacques Després (Il libro dei grandi contrari filosofici, Il libro dell'amore e dell'amicizia, Il Senso della vita, Il bene e il male, Il concetto di Dio).
Di grande successo anche i due Atlanti illustrati del calcio, sugli anni 70 e gli anni 80, e il libro di vignette di Stuart Hample su Woody Allen, La vita secondo Woody Allen.
Inoltre, fino al 2011 Isbn ogni anno ha realizzato una particolare agenda (Agenda dei martiri della chiesa e del capitale, Agenda dei Supereroi, Agenda minima delle Supercose, Agenda di Keri Smith, Distruggere è creare, Agenda 2010-I minipops di Craig Robinson, L'agenda 2011 dei nuovi Supereroi).

## Principali titoli pubblicati
- Tristram Hunt, La vita rivoluzionaria di Friedrich Engels
- Breece D'J Pancake, Trilobiti
- I Simpson e la filosofia
- South Park e la filosofia
- Simon Reynolds, Post-Punk 1978-1984
- Douglas Coupland, Generazione A
- Torsten Krol, Callisto
- Jonathan Trigell, Boy A
- Tom McCarthy, Déjà vu
- L'Atlante illustrato del calcio '80
- L'Atlante illustrato del calcio '70
- Oscar Brenifier e Jacques Després, Il libro dei grandi contrari psicologici
- Ernest van der Kwast, Mama Tandoori
- Michela Murgia, Il mondo deve sapere
- Omar Di Monopoli, Uomini e cani
- Omar Di Monopoli, Ferro e fuoco
- Omar Di Monopoli, La legge di Fonzi
- Sandro Modeo, L'alieno Mourinho
- Emanuele Tonon, Il nemico
- Amedeo Romeo, Non piangere coglione
- Roberto Ferrucci, Sentimenti sovversivi
- Ilaria Bernardini, La fine dell'amore
- Biagio Autieri, L'insolita rumba
- Michele Vaccari, Italian Fiction
- Paolo Caredda, Altri giorni, altri alberi
- Richard Brautigan, Pesca alla trota in America
- Luciano Bianciardi, L'Antimeridiano t. 1-2 (2006-2007)
- Oreste Del Buono, L'antimeridiano (2010)[5]
- Julien Temple, The Filth and the Fury (libro + DVD)
- Benjamin Nugent, Storia naturale del nerd
- Massimo Coppola, Avere Ventanni - Cofanetto
- Kurt Vonnegut, Baci da 100 dollari
- AA.VV., Futuro dizionario d'America
- AA.VV., India
- AA.VV., Cina
- AA.VV., Singapore
- AA.VV., The Believer, t.1 e The Believer, t.2[6]
- Anonimo, Contro Ratzinger
- Anonimo, Contro Ratzinger 2.0
- Pietro Adamo, Psychofarmers
- Carlo Antonelli, Disconinferno
- Giacomo Papi, Accusare
- Gabriele Reggi, Liberaci dagli sbirri
- Alessandro Scotti, Narcotica